# .ke
.ke為肯尼亚國家及地區頂級域（ccTLD）的域名，於1993年開通，域名註冊由肯尼亚网络信息中心負責管理。

## 二級域名
- .co.ke：公司
- .or.ke：非营利组织或非政府组织
- .ne.ke: 网络设备
- .go.ke：政府实体。註冊時要求提供证明文件
- .ac.ke：高等教育机构。註冊時要求提供证明文件
- .sc.ke：中等及以下教育机构。註冊時要求提供证明文件
- .me.ke：个人姓名
- .mobi.ke：移动設備瀏覽的内容
- .info.ke：資訊

## 外部連結
- IANA .ke whois information（页面存档备份，存于）
- .ke domain registration website（页面存档备份，存于）